# Čosići
Čosići su naseljeno mjesto u općini Travnik, Federacija Bosne i Hercegovine, BiH.
Nalazi se istočno od Travnika.

## Stanovništvo

### 1991.
Nacionalni sastav stanovništva 1991. godine, bio je sljedeći:
ukupno: 683
- Muslimani - 535
- Srbi - 139
- Hrvati - 1
- Jugoslaveni - 6
- ostali, neopredijeljeni i nepoznato - 2

### 2013.
Nacionalni sastav stanovništva 2013. godine, bio je sljedeći:
ukupno: 433
- Bošnjaci - 424
- ostali, neopredijeljeni i nepoznato - 9